# Çò des de Menjuc
Çò des de Menjuc és una casa de Casau al municipi de Vielha e Mijaran (Vall d'Aran) inclosa a l'Inventari del Patrimoni Arquitectònic de Catalunya. Çò de Menjuc, pertanyen a la familia Barella, passa per haver estat la casa més forta de Casau.

## Descripció
Davant la plaça Major, ocupa una posició dominant. Es tracta d'un antic habitatge amb elements disposats de manera longitudinal, al llarg del carrer. La façana paral·lela a la "capièra", orientada a llevant, presenta obertures de fusta distribuïdes en dues plantes, quatre en la planta baixa i dues en el primer pis, i al capdamunt del ràfec dues "lucanes" i una "humaneèja" en l'angle de migdia, vora de l'estructura graonada dels "penaus".
La coberta d'encavallades de fusta, a dues aigües,suporta un llosat de pissarra. Els paraments foren arrebossats i emblanquinats, als angles comparteix en vermell una imitació de carreus de color, aquest també serveix per ressaltar la cornisa. Sense solució de continuïtat, per la banda de tramuntana s'adossa,la "bòrda" principal,amb la porta que té una de les fulles partides a fi de facilitar la ventilació a l'interior,entre sengles finestres amb reixes.